# Viktor Turin
Viktor Turin (russisk: Виктор Александрович Турин) (født 1895 i Sankt Petersborg i det Russiske Kejserrige, død 18. maj 1945 i Moskva i Sovjetunionen) var en sovjetisk filminstruktør og skuespiller.

## Filmografi
- Turksib (Турксиб, 1929)[1][2]
- Baku folk (Бакинцы, 1938)